# Solanum clarum
Solanum clarum är en potatisväxtart som beskrevs av Donovan Stewart Correll. Solanum clarum ingår i släktet skattor som ingår i familjen potatisväxter. Inga underarter finns listade i Catalogue of Life.